# Заявка Львова на проведення Зимових Олімпійських ігор 2022
Львів 2022 це заявка міста Львів та  Національного олімпійського комітету України на проведення XXIV  Зимових Олімпійських Ігор у 2022 році. Міжнародний Олімпійський Комітет обере місто-господаря Зимових Олімпійських ігор 2022 року на  127-й сесія МОК в Куала-Лумпур, Малайзія, що відбудеться 31 липня 2015.

## Історія

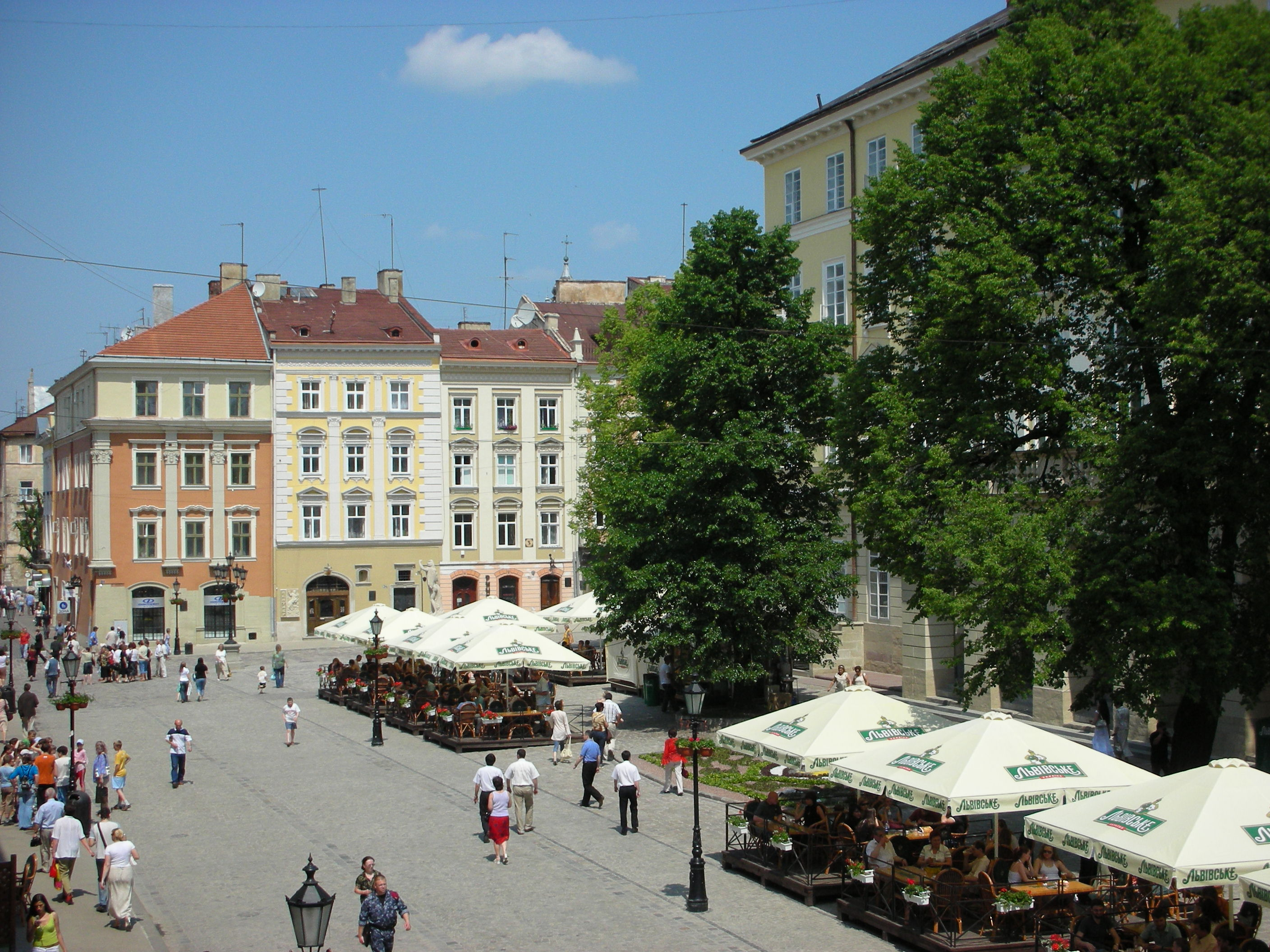
Площа Ринок у Львові

27 травня 2010 року під час візиту до Львівської області Президент України Віктор Янукович ініціював підготовку заявки для отримання права на проведення зимових Олімпійських і Паралімпійських ігор 2022 року в Карпатах. 
8 вересня 2010 року Президент підписав Указ «Про заходи щодо визначення і реалізації проектів із пріоритетних напрямів соціально-економічного та культурного розвитку», у якому одним із пріоритетних національних проектів визначено проект « Олімпійська надія-2022».
29 червня 2011 року Кабінет Міністрів України ухвалив  Постанову №707 «Про затвердження Державної цільової соціальної програми розвитку в Україні спортивної та туристичної інфраструктури у 2011-2022 роках». Програма передбачає розвиток спортивної та туристичної інфраструктури в чотирьох областях  України:  Закарпатській,  Івано-Франківській,  Львівській та  Чернівецькій. 
5 червня 2013 року Президент України Віктор Янукович підписав Указ №315 "Про заходи зі створення умов для проведення у 2022 році зимових Олімпійських та Паралімпійських ігор в Україні". Зазначеним Указом передбачено забезпечення належної підготовки  України до участі в конкурсі  Міжнародного олімпійського комітету, зокрема оновлення складу відповідного Організаційного комітету під головуванням Віце-прем'єр-міністра України та доопрацювання Державної цільової соціальної програми розвитку в Україні спортивної та туристичної інфраструктури у 2011 -2022 роках.
24 жовтня 2013 року, Львівська міська рада проголосувала за постанову «Про подачу до Міжнародного олімпійського комітету кандидатури міста Львова для участі у процедурі визначення міста-господаря зимових Олімпійських та Паралімпійських ігор 2022 року».
5 листопада 2013 року Україна подала в Міжнародний олімпійський комітет офіційну декларацію про подачу заявки на проведення у  Львові Зимових олімпійських та паралімпійських ігор 2022 року.
Перший віце-прем'єр-міністр України, Олександр Вілкул зазначив, що Зимові Олімпійські Ігри стануть «імпульсом не тільки для просування спорту та туризму в Україні, це також є одним із важливих складових економічного розвитку України, механізмом залучення інвестицій, створення нових робочих місць, відкриттю України в світі, поверненню українців, що працюють за кордоном на батьківщину».
Львів виступав одним з міст, що приймали Чемпіонат Європи з футболу 2012.

## Спортивні змагання та споруди
У травні 2012 німецькі компанії Proprojekti та AS&P провели аналіз технічно-економічних обґрунтувань Львівської заявки.

### Льодовий кластер
Львову, згідно з проектом, належить прийняти льодовий кластер Олімпіади. Тут планують побудувати арени для хокею, фігурного катання, керлінгу, ковзанярського спорту, а також санно–бобслейну трасу.
Окрім того тут планують розмістити додаткові об'єкти для проведення  Зимових Олімпійських Ігор: олімпійське селище, головний медіа центр.

### Гірський кластер
У  Тисовці та навколишніх селах має розгорнутися гірський кластер  Олімпіади. Так, у  Боржаві спорудять гірськолижну трасу, в Панасівці — змагальні комплекси для сноубордистів та фрістайлістів, тоді як у самому Тисовці побудують біатлонний стадіон, лижну трасу та трампліни. Саме в Тисовці знаходиться тренувальна база, на які тренуються українські біатлоністи станом на сьогодні.